# Bombarde (torpilleur)
Pour les articles homonymes, voir Bombarde.
La Bombarde était un torpilleur construit pour la marine française entre 1935 et 1937. Le navire appartenait à la classe La Melpomène, caractérisée par de sérieux problèmes de stabilité et de navigabilité,,. Il a aussi servi dans la Regia Marina italienne sous le nom de FR 41.

## Conception
La Bombarde était un petit torpilleur, d’une longueur de 80,7 m, une largeur de 7,96 m et un tirant d'eau de 3,07m. Son déplacement était de 610 tonnes, et 708 tonnes en pleine charge. Sa propulsion reposait sur 2 chaudières Indret au fioul, 2 turbines à vapeur à engrenage Rateau-Bretagne, et 2 arbres d'hélice terminés par une hélice tripale. Sa puissance de 22000 ch lui donnait une vitesse maximale de 34,5 noeuds. Il emportait 90 à 170 tonnes de combustible, lui donnant une autonomie de 1800 milles marins à 18 nœuds, ou 1500 milles à 20 nœuds, ou 700 milles à 34,5 noeuds. Son armement se composait de 2 canons de 100 mm/45 en 2 tourelles simples, approvisionnés à 150 coups, 4 mitrailleuses Hotchkiss de 13,2 mm modèle 1929 antiaériennes (2 x 2 canons jumelés), 2 tubes lance-torpilles de 550 mm en un affût double, un grenadeur de sillage avec grenades anti-sous-marines et une torpille remorquée Ginocchio. Son équipage était de 105 hommes.

## Carrière
Dans le cadre de l’occupation italo-allemande de la France de Vichy et de ses territoires d’Afrique française du Nord (opération Anton), la Bombarde est capturée par les troupes allemandes à Bizerte, avec ses navires-jumeaux la Pomone et l'Iphigénie,. Les Allemands transfèrent les torpilleurs vingt jours plus tard à la Regia Marina. La Bombarde prend le nouveau nom de FR 41,. Quelques modifications ont été apportées à l’armement des navires, comme l’embarquement de deux canons de 37 mm et le remplacement des canons de 100 mm/45 par autant de canons de 100 mm/60. Les trois navires n’ont servi que quelques mois sous pavillon italien, sans prendre part aux grands événements de la guerre.
Le 6 avril 1943, le torpilleur FR 41 ainsi que ses sister-ships sont transférés à la Kriegsmarine qui les reclassifie d’abord comme escorteurs rapides, rebaptisant SG 48 le FR 41. Le 15 mai 1943, elle leur rend leur classification des torpilleurs. Le SG 48 devient alors le TA 9,,. Les trois navires font alors l’objet de travaux de modernisation, tels que la suppression des tubes lance-torpilles, l’embarquement de radars et le renforcement de l’armement anti-aérien avec 2 canons de 37 mm et 14 canons de 20 mm.
Le 9 septembre 1943, après la proclamation de l’armistice de Cassibile, le TA 9, sous le commandement du Kapitänleutnant Otto Reinhardt, et son sister-ship TA 11 quittent Naples avec l’ex-vapeur français Hans Carbet pour occuper le port de Piombino, nécessaire à l’évacuation de la Corse et de la Sardaigne de la 90. Panzergrenadier-Division et de la Reichsführer-SS Sturmbrigade. Pendant la navigation, la formation prend également en charge quatre vedettes anti-sous-marines italiennes, les VAS 201, 214, 219 et 220, capturées peu de temps auparavant par des torpilleurs à moteur allemands. Le 10 septembre à 4 h 30 du matin, les trois navires arrivent devant Piombino et demandent la levée des obstacles, invoquant l’excuse de devoir se réapprovisionner en charbon. Après un premier refus, la demande est acceptée. Une fois au port, le TA 9 s’amarre à la jetée nord tandis que le TA 11 se déplace vers la jetée sud, afin d’avoir toute la zone portuaire sous son feu, prenant ainsi le contrôle de la rade. Dans les heures qui suivirent, de nombreuses barges, radeaux à moteur et bateaux à moteur allemands affluèrent à Piombino. Dans la nuit du 10 au 11 septembre, les troupes italiennes passent résolument à la contre-attaque : les navires allemands amarrés dans le port sont visés par le feu des batteries côtières, mais aussi de quelques chars italiens. Plusieurs petits navires ont été coulés ou mis hors de combat, et les deux torpilleurs ont été gravement endommagés alors qu’ils tentaient de battre en retraite en ripostant. Alors que le TA 11 est coulé, le TA 9, bien qu’avarié, parvient à quitter le port vers minuit puis prend la mer en direction de Livourne.
Le TA 9 est désarmé à Toulon le 27 septembre 1943. Le 23 août 1944, le torpilleur est touché lors d’un bombardement aérien et coule dans le port français,.